# Ruth Gassmann
Ruth Gassmann (* 1. März 1935 in Augsburg; † 7. August 2020 in München) war eine deutsche Schauspielerin, Sängerin und Regieassistentin. Sie wurde Ende der 1960er Jahre in der Rolle der Helga in den gleichnamigen Aufklärungsfilmen bekannt.

## Leben und Wirken
Ruth Gassmann erhielt eine Schauspiel- und Gesangsausbildung. 1956 knüpfte sie ihren ersten Kontakt zum Film bei G. W. Pabsts letzter Inszenierung Durch die Wälder durch die Auen, bei der sie assistierte.
1963 wurde sie für die tragende Rolle einer Ärztin in dem hochspekulativen, das Thema Geschlechtskrankheiten aufgreifenden Kinofilm Teufel im Fleisch verpflichtet. Im Jahr darauf wirkte sie mit der weiblichen Hauptrolle in der Opernadaption Die Baßgeige unter der Regie Wolfgang Liebeneiners mit. Ihr Gesangspart wurde allerdings von Catherine Gayer übernommen. Bekannt wurde Gassmann Ende der 1960er Jahre in der Hauptrolle der Helga in den gleichnamigen Aufklärungsfilmen, die an den Kinokassen enorm erfolgreich waren. Zu dieser Zeit spielte Gassmann auch Theater und nahm Stückverträge an Münchner Bühnen an.
Zu Beginn der 1970er Jahre begann sie, ihr Betätigungsfeld hinter die Bühne zu verlegen und arbeitete als Regieassistentin (etwa an der Oper des Saarbrücker Staatstheaters). Außerdem trat sie dort auch als Sängerin auf. Auch in der Fernsehoperette Auf der grünen Wiese konnte sie, an der Seite des österreichischen Tenors Peter Minich, ihre Gesangskünste unter Beweis stellen. Seit den frühen 1970er Jahren geriet die Künstlerin jenseits des Theaters ein wenig in Vergessenheit.
Ruth Gassmanns Mann war Atomphysiker. Aus ihrer Ehe gingen zwei Töchter und ein Sohn hervor. Sie starb am 7. August 2020 im Alter von 85 Jahren in München.

## Filmografie
- 1961/62: Unternehmen Kummerkasten (Fernsehserie, 17 Folgen)
- 1963: Teufel im Fleisch
- 1963: Interpol greift ein! (Fernsehreihe) – Der Trick mit dem Schlüssel
- 1963/64: Das Kriminalmuseum (Fernsehreihe, zwei Folgen)
- 1964: Die Baßgeige (Fernsehfilm)
- 1966: Kostenpflichtig zum Tode verurteilt (Fernsehfilm)
- 1967: Helga – Vom Werden des menschlichen Lebens
- 1968: Helga und Michael
- 1969: Helga und die Männer – Die sexuelle Revolution
- 1970: Auf der grünen Wiese (Fernsehfilm)
- 1971: Robinson und seine wilden Sklavinnen
- 1976: Hajka
- 1979: Götz von Berlichingen mit der eisernen Hand
- 1978: Träume kann man nicht verbieten (Fernsehfilm)
- 1984: Warten auf Beethoven (Fernsehfilm)
- 1988: Der Fluch
- 1995: Liebe, Leben, Tod (Fernsehfilm)